# Eduardo da Silva Prates
Eduardo da Silva Prates, Conde de Prates, (São Paulo, 8 de novembro de 1860 — São Paulo, 22 de março de 1928) foi um empresário e proprietário rural brasileiro. Dedicou-se aos ramos imobiliário, bancário e férreo.

## Biografia
Filho de Fidêncio Nepomuceno Prates e de Inocência Júlia da Silva Machado, filha de João da Silva Machado, Barão de Antonina. Casou-se com Antônia dos Santos Silva, irmã de Maria Hipólita dos Santos Silva, marquesa consorte de Joaquim Egídio de Sousa Aranha, o Marquês de Três Rios, a qual teve quatro filhos: Joaquim, José, Guilherme e Eduardo. O terceiro viria a se tornar o segundo conde de Prates.
Devido ao casamento, recebeu como herança a Fazenda Santa Gertrudes, tendo-a dinamizado e aumentado a já grande produtividade dessas terras. Em 1893, com o falecimento do Marquês de Três Rios e da Marquesa nos anos seguinte, a fazenda foi herdada por Eduardo Prates casado com a irmã da Marquesa de Três Rios, pois aquela não deixará descendentes diretos. Apesar das alterações resultantes da mudança de proprietário em 1895 não houve quebra no ritmo ascendente da fazenda acelerando, ainda mais, seu crescimento.
Tornou-se proprietário da fazenda num período excepcionalmente favorável à expansão do café. Eduardo Prates era ativo homem de negócios, o capitalista de São Paulo, e, em 1895 se viu fazendeiro de café, proprietário da Fazenda Santa Gertrudes, considerada uma das mais importantes cafeeiras.
Não era Eduardo Prates o pioneiro em terras novas a despender energia e capacidade na luta contra a natureza, mas o proprietário enérgico e capaz, preocupado em estabelecer uma tecnologia mais avançada para o maior desenvolvimento de sua propriedade. Era o citadino transformado em fazendeiro, que ao receber como herança à fazenda (que pertencera à irmã de sua esposa), levou para o campo toda a sua vivência de homem de negócios, sempre aberto às inovações e desta maneira A propriedade acabou por gerar o núcleo urbano da futura cidade paulista de Santa Gertrudes.
Além da fazenda, dedicou-se ativamente as atividades comerciais (importações e imóveis urbanos), bancárias, ao fomento da Companhia Paulista de Estradas de Ferro (sendo diretor desta), da Companhia de Armazéns Gerais de São Paulo (como presidente) e ainda a outras companhias de transportes e indústrias, como a Companhia Paulista de Navegação e a Companhia Frigorífica e Pastoril de Barretos (vice-presidente), além de contribuir com a municipalidade de São Paulo ao colaborar com o Plano Bulevar, modificando o ambiente e melhorando as edificações da Rua Líbero Badaró, sendo que sua maior contribuição foi nas negociações para que o solar dos Barões de Itapetininga (uma imensa chácara), existente nesta rua, fosse doada para o município e assim transformar-se no Parque do Anhangabaú.
Prates também foi presidente, em 1896, da Associação Comercial de São Paulo (ACSP), sucedendo ao Coronel Rodovalho e iniciando a luta contra o projeto de pagamento em ouro dos direitos aduaneiros, além de ter sido um dos fundadores do Automóvel Clube de São Paulo, da Sociedade Hípica Paulista e da Sociedade Rural Brasileira.
O Conde também auxiliou, através da filantropia, instituições, tais como a Santa Casa de Misericórdia de São Paulo, onde foi mordomo do hospital e irmão mesário, Orfanato Cristóvão Colombo, Igreja Santo Antônio (localizada na Praça do Patriarca) e o Liceu Sagrado Coração de Jesus.
Foi-lhe conferido o condado pelo Papa Leão XIII, título esse de duas vidas. Sucedeu-lhe no título seu filho, Guilherme Prates.